# Swissôtel Tallinn
Le Swissôtel Tallinn est un hôtel à Tallinn, en Estonie.

## Présentation
L'hôtel appartient a la chaîne Swissôtel Hotels and Resorts.
L'édifice est le plus haut de Tallinn.
L'architecte de l'hôtel est Meeli Truu.
Le bâtiment fait partie du complexe Tornimäe, qui comprend, outre l'hôtel, le bâtiment résidentiel Tornimäe 7.
L'hôtel de luxe se compose de 238 chambres, trois restaurants, deux bars, un spa et un centre de fitness.
Le contrat de construction du Swissôtel Tallinn a été signé en 2004, le bâtiment a été construit entre 2004 et 2007 et il a été officiellement inauguré le 10 décembre 2007.
L'architecte du bâtiment est Meeli Truu de la société de conception Nord Projekt AS. L'intérieur de l'hôtel a été conçu par Meelis Pressi Arhitektuuribüro.
Depuis janvier 2010, Swissôtel est membre de l'Association estonienne des hôtels et restaurants.